# Riserva naturale regionale orientata Palude La Vela
La riserva naturale regionale orientata Palude La Vela è un'area naturale protetta situata nel comune di Taranto. 
Nata come Oasi di Protezione della Flora e della Fauna nel 1991, il 15 maggio 2006 con la Legge Regionale n. 11 della Regione Puglia, si è concretizzata la necessità di tutelare maggiormente quest’area che perciò è divenuta riserva naturale regionale orientata compresa nel SIC IT9130004 “Mar Piccolo” ed inserita nell'elenco delle aree naturali protette con D.M. 27 Aprile 2010 del Ministero dell'Ambiente e pubblicato nella Gazzetta Ufficiale n. 125 del 31.05.2010. Dal 1996 la Riserva, di proprietà demaniale, ospita le attività di divulgazione dell'Associazione WWF Taranto. Dal 2015 è centro dell’Ecomuseo Palude la Vela e Mar Piccolo.

## Descrizione
La riserva è un’area protetta di 116 ettari che sorge lungo le sponde del secondo seno del Mar Piccolo di Taranto. L’intera area è una zona umida delimitata a SUD-OVEST da un promontorio detto “il Fronte” (in parte compreso nell’area del sessantacinquesimo deposito carburanti di proprietà dell’Aeronautica Militare), a NORD dall’estremità del canale naturale denominato Capo D’Ayala. A SUD la Riserva continua con la “Pineta di Fucarino” costituita da Pini d’Aleppo, impiantati artificialmente circa mezzo secolo fa per ragioni militari, mentre ad EST è delimitata dalla Strada provinciale 78, detta Circummarpiccolo. La Riserva è un sito costiero della rete Natura 2000 caratterizzato da depressioni costiere con vegetazione alofila, saline ed un corso d’acqua dolce chiamato Canale D’aiedda. 
La Palude è caratterizzata da una vegetazione rappresentata principalmente da salicornieti, pregevoli dal punto di vista protezionistico in quanto habitat prioritari e quindi fortemente rappresentativi degli ambienti biogeografici del territorio comunitario. L’area del Mar Piccolo dove sorge la Riserva Palude La Vela inoltre, si caratterizza per la presenza di un substrato impermeabile che ha consentito la formazione di una zona paludosa di transizione tra acque dolci e salate, ovvero l’habitat ideale di molte specie avifaunistiche di interesse comunitario, sia stanziali che migratorie come aironi, garzette, spatole, tuffetti, piro-piro, chiurli, volpoche, fenicotteri, avocette, falchi pescatori, nonché il cavaliere d’Italia che nidifica in palude. A questa biodiversità dell’avifauna si aggiunge l’esistenza di una comunità marina di particolare valore conservazionistico come i cavallucci marini Hippocampus hippocampus e Hippocampus guttulatus, presenti in questo bacino con una delle popolazioni più ricche dell’intero Mediterraneo, di bivalve Pinna nobilis, i poriferi Tethya citrina e Geodia cydonium, il crostaceo Maja squinado, il riccio viola Paracentrotus lividus e tra i rettili la Tartaruga comune Caretta caretta. La Riserva, oggi rappresentata dalla Palude La Vela è solo un lembo residuale di un ambiente salmastro che fino ad un secolo fa si spingeva dall’attuale linea di costa nell’interno per circa 1,5 Km, caratterizzando fortemente la zona costiera orientale del secondo seno del Mar Piccolo.
Nel settembre 2023 è partito uno studio europeo sui cavallucci marini e i pesci ago, con il primo censimento completo delle specie in Mar Piccolo, in occasione della tappa italiana della quarta stagione del SailGP, con una partnership col Comune di Taranto e Rockwool. Tale progetto punta all’installazione di «casette» in lana di roccia per la tutela e salvaguardia della stessa fauna ittica che popola la riserva.

## Pressione antropica sulla Riserva
La presenza umana, nell’area dell'antistante Mar Piccolo, è costituita da pescatori, mitilicoltori, piccoli agricoltori e imprenditori di strutture ricettive–turistiche e di tipo militare. La pressione ambientale sulla Riserva e su tutta l’area circostante del Mar Piccolo non è limitata alla sola alterazione strutturale del paesaggio costiero e dei flussi idrodinamici, ma si intensifica soprattutto a causa della stretta vicinanza di questa zona con uno dei poli industriali più estesi d’Europa causando uno sversato nelle acque di scarti industriali di tipo chimico-fisico, contaminando i sedimenti marini con PCB (Poli Cloro Bifenili), metalli pesanti (mercurio, arsenico, cadmio, piombo, rame e zinco) e altri inquinanti, come le diossine. Nell’area circostante la Riserva, un livello di degrado ambientale è dovuto alla mancanza di un adeguato presidio territoriale che ha provocato la nascita di nuove discariche abusive (di rifiuti talvolta speciali) e del fenomeno del randagismo, con ripercussioni non solo sugli animali abbandonati, ma anche sulla minata incolumità dei fruitori dell’area e della fauna selvatica protetta esposta a maggiore probabilità di predazione e a pericolose epidemie virali e batteriche.

## Ecomuseo Palude La Vela e Mar Piccolo (Eco.Pa.Mar)
Grazie al Bando Ambiente 2015 della Fondazione con il Sud è stata finanziata la creazione dell'Ecomuseo Palude La Vela e Mar Piccolo, da un'idea del WWF Taranto in partenariato con altre associazioni e imprese del territorio (ARPEC PUGLIA, ASD Cinofila Nazionale Balto e Togo, Rarovet, Greenrope, XSCAPE, Enviromental Surveys Srl, JO TV), il Comune di Taranto e alcuni dipartimenti dell'Università di Bari (Dipartimento di scienze della terra e geoambientali e Dipartimento di biologia)
Il progetto mira alla promozione (creazione della Mappa di Comunità e fruizione con visite guidate in canoa, trekking, mountan bike e cavalli) e tutela (monitoraggio randagismo e antibracconaggio) e degli ambienti terrestri e marini delle aree incluse nell'Ecomuseo, riqualificandole nella direzione della sostenibilità ambientale, economica e socioculturale, creando un'attività culturale diffusa sul territorio in grado di documentare, conservare, valorizzare la biodiversità della Riserva e le manifestazioni di cultura materiale e immateriale della zona.